# Universidade de Nottingham
A Universidade de Nottingham (em inglês: University of Nottingham) é uma universidade pública de pesquisa em Nottingham, Reino Unido. Foi fundada como University College Nottingham em 1881 e recebeu uma carta régia em 1948. A Universidade de Nottingham pertence à associação de pesquisa intensiva do Grupo Russell.
O campus principal de Nottingham (University Park) com o Jubilee Campus e o hospital universitário (Queen's Medical Center) estão localizados na cidade de Nottingham, com vários campus menores e locais em Nottinghamshire e Derbyshire. Fora do Reino Unido, a universidade possui campus em Semenyih, na Malásia, e em Liampó, na China. Nottingham está organizada em cinco faculdades constituintes, dentro das quais existem mais de 50 escolas, departamentos, institutos e centros de pesquisa. Nottingham tem mais de 46 mil alunos e 7 mil funcionários no Reino Unido, China e Malásia e teve uma receita de £ 792,2 milhões em 2021–22, dos quais £ 131,4 milhões foram de bolsas e contratos de pesquisa. Os ex-alunos da instituição receberam 3 Prêmios Nobel, uma Medalha Fields, um Prêmio Turner e uma Medalha e Prêmio Gabor. A universidade é membro da Associação das Universidades da Comunidade das Nações, Associação das Universidades Europeias, Grupo Russell, Universitas 21, Universities UK, Virgo Consortium e participa do programa Sutton Trust Summer School como membro do Sutton 30.

## História

### Fundação
A Universidade de Nottingham tem suas origens tanto na fundação de uma escola de educação de adultos em 1798 quanto nas University Extension Lectures inauguradas pela Universidade de Cambridge em 1873 - as primeiras desse tipo no país. No entanto, a fundação da universidade é geralmente considerada como sendo o estabelecimento da University College Nottingham, em 1881, como uma faculdade que preparava os alunos para os exames da Universidade de Londres.
Em 1875, um doador anônimo forneceu £ 10.000 para estabelecer o trabalho da Escola de Educação de Adultos e das Palestras de Extensão de Cambridge de forma permanente, e a Corporação de Nottingham concordou em erguer e manter um prédio para esse fim e fornecer fundos para fornecer a instrução.
A pedra fundamental da faculdade foi devidamente lançada em 1877 pelo ex-primeiro-ministro William Ewart Gladstone, e o edifício neogótico da faculdade na Shakespeare Street foi formalmente inaugurado em 1881 pelo príncipe Leopoldo, duque de Albany. Em 1881, havia quatro professores – de Letras, Física, Química e Ciências Naturais. Novos departamentos e cadeiras rapidamente se seguiram: Engenharia em 1884, Clássicos combinados com Filosofia em 1893, Francês em 1897 e Educação em 1905; em 1905, o Departamento combinado de Física e Matemática tornou-se duas entidades separadas; em 1911 foram criados os Departamentos de Inglês e Mineração, em 1912, Economia e Geologia combinados com Geografia; História em 1914, Educação de Adultos em 1923 e Farmácia em 1925.

### Desenvolvimento
A universidade passou por uma expansão significativa na década de 1920, quando se mudou do centro de Nottingham para um grande campus na periferia da cidade. O novo campus, chamado University Park, foi concluído em 1928 e financiado por um fundo de doação, contribuições públicas e a generosidade de Sir Jesse Boot (mais tarde Lord Trent), que doou 14 hectares à cidade de Nottingham em 1921. Boot e seus colegas benfeitores buscaram estabelecer um "assento de elite de aprendizado" comprometido com a ampliação da participação e esperavam que a mudança resolvesse os problemas enfrentados pelo University College Nottingham, em seu prédio restrito na Shakespeare Street. Boot estipulou que, enquanto parte do terreno de Highfields, localizado a sudoeste da cidade, deveria ser dedicado ao University College, o restante deveria fornecer um local de recreação para os residentes da cidade e, até o final da década , o paisagismo do lago e do parque público adjacente ao University Boulevard foi concluído. O prédio original da University College na Shakespeare Street, no centro de Nottingham, conhecido como Arkwright Building, agora faz parte do City Campus da Nottingham Trent University.
D. H. Lawrence comentou sobre a dotação e a arquitetura nas palavras
Em Nottingham, aquela cidade sombria onde estudei e fiz faculdade, eles construíram uma nova universidade para uma nova distribuição de conhecimento. Construiu de forma mais grandiosa e fácil com o saque nobre derivado da astuta química de caixa do bom Sir Jesse Boot.
O University College Nottingham foi inicialmente acomodado no Trent Building, uma imponente estrutura de calcário branco com uma distinta torre de relógio, projetada por Morley Horder e formalmente inaugurada pelo rei George V em 10 de julho de 1928. Durante esse período de desenvolvimento, Nottingham atraiu grandes palestrantes, incluindo Albert Einstein, H. G. Wells e Mahatma Gandhi. A lousa usada por Einstein durante seu tempo em Nottingham ainda está em exibição no departamento de Física.
Além de sua transferência física para um ambiente que não poderia ser mais diferente de sua casa original, a universidade fez poucos desenvolvimentos entre as guerras. O Departamento de Línguas Eslavas (mais tarde Estudos Eslavos) foi estabelecido em 1933, tendo o ensino do Russo sido introduzido em 1916. Em 1933–34, os Departamentos de Engenharia Elétrica, Zoologia e Geografia, que haviam sido combinados com outras disciplinas, foram criados de forma independente; e em 1938 uma Carta suplementar previa uma representação muito mais ampla no Corpo Governante. No entanto, novos avanços foram adiados pela eclosão da guerra em 1939.

### Status de Universidade
Os alunos da University College Nottingham receberam seus diplomas da Universidade de Londres. No entanto, em 1943, a universidade recebeu a Carta Régia que lhe conferiu o estatuto de universidade e lhe deu o poder de conferir graus. Em 1948, a University College Nottingham foi incorporada como The University of Nottingham.
Na década de 1940, o Midlands Agricultural and Dairy College em Nottinghamshire fundiu-se com a universidade como Escola de Agricultura e, em 1956, o Portland Building foi concluído para complementar o Trent Building. Em 1970, a universidade estabeleceu a primeira nova escola de medicina do século XX no Reino Unido.
Em 1999, o Jubilee Campus foi inaugurado no antigo local da Raleigh Bicycle Company, a um quilômetro e meio de distância do University Park Campus. Nottingham então começou a se expandir no exterior, abrindo campus na Malásia e na China em 1999 e 2004, respectivamente. Em 2005, o King's Meadow Campus foi inaugurado perto do University Park.
A universidade usou vários logotipos ao longo de sua história, começando com seu brasão. Mais tarde, Nottingham adotou um logotipo mais simples, no qual uma versão estilizada do Castelo de Nottingham era cercada pelo texto "The University of Nottingham". Em 2001, Nottingham empreendeu um grande exercício de rebranding, que incluiu a substituição do logotipo pelo atual.

## Ganhadores do Prêmio Nobel
- Clive Granger - Nobel de Economia (2003)
- Peter Mansfield - Nobel de Fisiologia ou Medicina (2003)
- Andre Geim - Nobel da Física (2010)

### De tradução
- Este artigo foi inicialmente traduzido, total ou parcialmente, do artigo da Wikipédia em inglês cujo título é «University of Nottingham».Referências

1. ↑  nome="nottingham.ac.uk">http://www.nottingham.ac.uk/shared/shared_cpi/documents/What_makes_a_good_university_1.pdf
2. ↑  «Strategy, Planning & Performance: Student Statistics 2014/15». University of Nottingham. Consultado em 14 de outubro de 2015. Cópia arquivada em 1 de novembro de 2015
3. ↑  The University of Nottingham Calendar. «The University of Nottingham Calendar 2010–11». Nottingham.ac.uk. Consultado em 2 de janeiro de 2011. Cópia arquivada em 5 de junho de 2011
4. 1 2 3  The University of Nottingham Calendar. «The University of Nottingham Calendar 2010–11». Nottingham.ac.uk. Consultado em 2 de janeiro de 2011. Cópia arquivada em 5 de junho de 2011
5. 1 2 3  «A Brief History of the University». University of Nottingham. Consultado em 5 de outubro de 2008. Cópia arquivada em 12 de outubro de 2008
6. ↑  History of The University of Nottingham Arquivado em 5 fevereiro 2009 no Wayback Machine. Acessado em 13 de junho de 2008.
7. ↑  «The University of Nottingham». Alumni.nottingham.ac.uk. 28 de janeiro de 2010. Consultado em 2 de janeiro de 2011. Cópia arquivada em 17 de julho de 2011
8. ↑  «History – About NTU – Nottingham Trent University». Ntu.ac.uk. 11 de junho de 2010. Consultado em 22 de outubro de 2011
9. ↑  D. H. Lawrence (1929). Pansies. London: Martin Secker
10. ↑  «A brief history of the University – The University of Nottingham». Nottingham.ac.uk. Consultado em 2 de janeiro de 2011. Cópia arquivada em 2 de outubro de 2009
11. ↑  «Welcome to our School – The University of Nottingham». Nottingham.ac.uk. Consultado em 29 de outubro de 2014. Cópia arquivada em 29 de setembro de 2000
12. ↑  «Senate House Library». University of London (em inglês). Consultado em 29 de março de 2023
13. ↑  «Charter of Incorporation - The University of Nottingham». www.nottingham.ac.uk. Consultado em 29 de março de 2023